# Aeroportul Harry P. Williams Memorial
Aeroportul Harry P. Williams Memorial (IATA: PTN, ICAO: KPTN, FAA LID: PTN) este un aeroport din Patterson⁠(d), Parohia St. Mary, Louisiana, Louisiana, Statele Unite ale Americii ce deservește zona Patterson⁠(d). Aeroportul a fost tranzitat în 2017 de 20 de pasageri.
Situat la o altitudine de 3 m, aeroportul dispune de 1 pistă.

## Infrastructură

### Piste
Aeroportul dispune de o singură pistă. Pista 6/24 are suprafața de asfalt și dimensiunile 5.399 picioare × 150 picioare. 